# Joseph Deré
Joseph Deré (Borgloon, 11 februari 1889 – Oostende, 20 september 1968) was een Belgisch architect.
Deré is vooral bekend als ontwerper van kerken in moderne gotiek, welke vrijwel allemaal in Belgisch Limburg zijn gelegen. Een enkel huis, en het gemeentehuis en een school te Heers behoren eveneens tot zijn oeuvre.
De in Hasselt gevestigde architect werd daar ook begraven.